# Hartmut Rohde
Hartmut Rohde (ur. 28 kwietnia 1966, Hildesheim, Niemcy) – niemiecki altowiolista, dyrygent orkiestr kameralnych i pedagog Uniwersytetu Sztuk Pięknych w Berlinie oraz Królewskiej Akademii Muzycznej w Londynie. Założyciel i członek Mozart Piano Quartet. Jest gościnnym dyrygentem NFM Orkiestry Kameralnej Leopoldinum z Wrocławia. Ich wspólny płyta z udziałem Christiana Danowicza (Erich Wolfgang Korngold: Symphonic Serenade op. 39, Sextet op. 10), wydana przez niemiecką wytwórnię cpo, otrzymała nominację do Fryderyka 2018 w kategorii "Najlepszy Album Polski Za Granicą".